# غورد ريد
غورد ريد هو لاعب هوكي الجليد كندي، ولد في 19 فبراير 1910 في Mount Albert, Ontario ‏ في كندا، وتوفي في 12 نوفمبر 1994.

## وصلات خارجية
- غورد ريد على موقع دوري الهوكي الوطني (الإنجليزية)
- غورد ريد على موقع قاعة مشاهير الهوكي (لاعب أن.إتش.أل) (الإنجليزية)
- غورد ريد على موقع EliteProspects.com (الإنجليزية)
- غورد ريد على موقع HockeyDB.com (الإنجليزية)
- غورد ريد على موقع Hockey-Reference.com (الإنجليزية)